# Warren Munson
Warren Edward Munson III. (* 30. November 1933 in Schenectady, New York) ist ein US-amerikanischer Schauspieler.

## Leben
Munson hat seit 1966 vor allem in zahlreichen Fernsehproduktionen mitgewirkt. Sein Schaffen umfasst 120 Produktionen, zuletzt trat er als Schauspieler 2005 in Erscheinung. Im Star-Trek-Franchise stellt Munson zwei unabhängige Charaktere dar. In Star Trek: Raumschiff Voyager spielte Munson in zwei Episoden die Rolle des Admiral Owen Paris. Einen zweiten Auftritt bei Star Trek hat Munson als Vizeadmiral Marcus Holt in der Episode Das Interface der Serie Raumschiff Enterprise – Das nächste Jahrhundert.
Seit 1978 ist Munson mit dem ehemaligen Model und Schauspielerin Eva Lynd verheiratet, mit der er heute in Los Angeles lebt und noch immer Werbespots, wie für die Campbell Soup Company dreht.

## Filmografie (Auswahl)
- 1966: Katy (Fernsehserie, Folge 3x23)
- 1966: Big Valley (The Big Valley, Fernsehserie, Folge 2x14)
- 1967: Daniel Boone (Fernsehserie, Folge 4x8)
- 1969: Here Come the Brides (Fernsehserie, Folge 1x21)
- 1971: The Steagle
- 1973: Webster ist nicht zu fassen (The Thief Who Came to Dinner)
- 1975: Adam-12 (Fernsehserie Folge 7x15)
- 1975: Die knallharten Fünf ( S.W.A.T., Fernsehserie, Folge 1x6)
- 1976: Bumpers Revier (The Blue Knight, Fernsehserie, Folge 1x10)
- 1976: Reich & arm (Rich Man, Poor Man, Fernsehserie, Folge 1x8)
- 1976: Spencers Piloten (Spencer's Pilots, Fernsehserie, Folge 1x4)
- 1977: Oh Mary (Mary Tyler Moore, Fernsehserie, Folge 7x14)
- 1977: Detektiv Rockford – Anruf genügt (The Rockford Files, Fernsehserie, Folge 3x16)
- 1977: Mary Jane Harper Cried Last Night
- 1977: The Hardy Boys/Nancy Drew Mysteries (Fernsehserie, Folge 2x8)
- 1977: What's Happening!! (TV–Serie, Folge 2x12)
- 1978: Ring of Passion
- 1978: Der Höllenhund (Devil Dog: The Hound of Hell)
- 1978: The Phantom of the Open Hearth
- 1979: Fantasy Island (Fernsehserie, Folge 2x14)
- 1979: Fürs Vaterland zu sterben (Friendly Fire)
- 1979–1980: Eight Is Enough (Fernsehserie, Folgen 4x7, 5x9)
- 1980: Valentine Magic on Love Island
- 1980: From Here to Eternity (Fernsehserie, Folge 1x11)
- 1980: Taxi (Fernsehserie, Folge 2x23)
- 1980: Der Scarlett-O’Hara-Krieg (The Scarlett O'Hara War)
- 1980: Ein Duke kommt selten allein (The Dukes of Hazzard, Fernsehserie, Folge 3x5)
- 1980: Ene Mene Mu und Präsident bist du (First Family)
- 1980–1981: Dallas (Fernsehserie, Folgen 3x23, 4x14)
- 1981: Flamingo Road (TV–Serie, Folge 1x8)
- 1981: Scheidungsgrund – Mord (Murder in Texas)
- 1981: Heavy Metal (Synchronstimme)
- 1981: Eine schöne Bescherung (Carbon Copy)
- 1981: Meine liebe Rabenmutter (Mommie Dearest)
- 1981–1983: Vater Murphy (Father Murphy, 10 Folgen)
- 1982: Hart aber herzlich (Hart to Hart, Fernsehserie, Folge 3x22)
- 1983–1984: Hotel (Fernsehserie, Folgen 1x1, 2x3)
- 1984: Familienbande (Family Ties, Fernsehserie, Folge 172)
- 1986: Sterben… und leben lassen (Big Trouble)
- 1986: Der Denver-Clan (Dynasty, Fernsehserie, Folgen 6x24, 6x25)
- 1989: Amityville Horror 4 (Amityville 4: The Evil Escapes)
- 1989: Freitag der 13. – Todesfalle Manhattan (Friday the 13th Part VIII: Jason Takes Manhattan)
- 1989: Die Schöne und das Biest (Beauty and the Beast, Fernsehserie, Folge 2x6)
- 1989: Paradise – Ein Mann, ein Colt, vier Kinder (Paradise, Fernsehserie, 8 Folgen)
- 1990: Ein Grieche erobert Chicago (Perfect Strangers, Fernsehserie, Folge 5x19)
- 1990–1991: L.A. Law – Staranwälte, Tricks, Prozesse (L.A. Law, Fernsehserie, 4 Folgen)
- 1991: Verducci & Sohn (Top of the Heap, Fernsehserie, Folge 1x6)
- 1991: Murphy Brown (Fernsehserie, Folge 4x13)
- 1992: Unser lautes Heim (Growing Pains, Folge 7x16)
- 1992: Golden Girls (The Golden Girls, Fernsehserie, Folge 7x18)
- 1992: Küß’ mich, John (Hearts Afire, Fernsehserie, Folge 1x12)
- 1993: Eine gefährliche Frau (A Dangerous Woman)
- 1993: Bank Robber
- 1993: Raumschiff Enterprise – Das nächste Jahrhundert (Star Trek: The Next Generation, Fernsehserie, Folge 7x3)
- 1993: Hol die Mama aus dem Sarg! (Ed and His Dead Mother)
- 1994: Renegade – Gnadenlose Jagd (Renegade, Fernsehserie, Folge 2x19)
- 1994: Die Super–Mamis (The Mommies, Fernsehserie, Folge 1x19)
- 1994: Opfer seiner Wut (Cries Unheard: The Donna Yaklich Story)
- 1994: Roswell – Ufoabsturz über New Mexico (Roswell)
- 1994: Amelia Earhart – Der letzte Flug (Amelia Earhart: The Final Flight)
- 1994: Good Advice (Fernsehserie, Folge 2x10)
- 1994: Die Abenteuer des jungen Indiana Jones - Intrigen in Hollywood (The Adventures of Young Indiana Jones: Hollywood Follies)
- 1994: Melrose Place (Fernsehserie, Folge 3x12)
- 1995, 1998: Star Trek: Raumschiff Voyager (Star Trek: Voyager, Fernsehserie, Folgen 2x8 & 5x9)
- 1995: Ein Strauß Töchter (Sisters, Fernsehserie, Folge 1x10)
- 1995: Braten und Bräute (Platypus Man, Fernsehserie, Folge 1x10)
- 1995: Raging Angels
- 1995: Claudia und das Geheimnis des Engels (From the Mixed-Up Files of Mrs. Basil E. Frankweiler)
- 1996: Campus Cops (Fernsehserie, Folge 1x1)
- 1996: Zur Lüge gezwungen (Forgotten Sins)
- 1996: Diesmal für immer (Something So Right, Fernsehserie, Folge 1x5)
- 1996: Cybill (Fernsehserie, Folge 2x18)
- 1996: Einsame Entscheidung (Executive Decision)
- 1997: Rückkehr aus dem Nichts – Tochter was hast du getan? (Childhood Sweetheart?)
- 1998–2000: Port Charles (Fernsehserie)
- 1998: Ein Trio zum Anbeißen (Two Guys, a Girl and a Pizza Place, Fernsehserie, Folge 2x9)
- 1999: California Myth
- 1999: Linc's (Fernsehserie, Folge 2x14)
- 2000: Schatten der Leidenschaft (The Young and the Restless, Fernsehserie, 3 Folgen)
- 2000: Beautiful
- 2000: Intrepid – Helden einer Katastrophe (Intrepid)
- 2002: Nikki (Nikki, Fernsehserie, Folge 2x17)
- 2003: Polizeibericht Los Angeles (Dragnet, Fernsehserie, Folge 1x5)
- 2003: Down with Love – Zum Teufel mit der Liebe! (Down with Love)
- 2004: Scrubs – Die Anfänger (Scrubs, Fernsehserie, Folge 3x14)
- 2005: Las Vegas (Fernsehserie, Folge 2x14)